# Adam Brzechwa-Ajdukiewicz

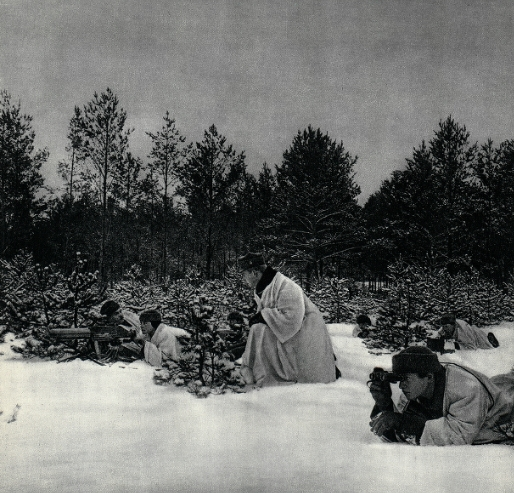
Ppor. Adam Brzechwa-Ajdukiewicz z oddziałem karabinów maszynowych nr 1 z 4 pułku piechoty Legionów Polskich

Adam Józef Stanisław Brzechwa-Ajdukiewicz (ur. 20 marca 1894 w Komornikach pod Wieliczką, zm. 6 czerwca 1954 w Londynie) – pułkownik dyplomowany piechoty Wojska Polskiego II Rzeczypospolitej i Polskich Sił Zbrojnych, członek Naczelnej Komendy Obrony Lwowa w listopadzie 1918 roku, kawaler Orderu Virtuti Militari.

## Młodość i działalność niepodległościowa
Urodził się w rodzinie Kazimierza, ziemianina, i Julii z d. Ostoja-Fink. Po ukończeniu Gimnazjum im. Stefana Batorego we Lwowie rozpoczął studia na Wydziale Inżynierii Wodnej Politechniki Lwowskiej. Po zaliczeniu 4 semestrów kontynuował studia w Wyższej Szkole Rolniczej w Dublanach. Do wybuchu I wojny światowej zaliczył 6 semestrów. Był członkiem „Sokoła” i drużynowym I Lwowskiej Drużyny Skautowej im. Naczelnika Tadeusza Kościuszki we Lwowie.
W sierpniu 1914 rozpoczął służbę w Legionie Wschodnim, a po jego rozwiązaniu w Legionie Zachodnim. Następnie znalazł się w batalionie zapasowym Legionów Polskich. Od 1915 do lipca 1917 był dowódcą oddziału karabinów maszynowych w I batalionie 4 pułku piechoty Legionów. Po kryzysie przysięgowym został wcielony do armii austriackiej. Następnie działał w Polskiej Organizacji Wojskowej na terenie Galicji, w ramach POW używał pseudonimu „Brzechwa”.
We wrześniu 1918 roku został zwolniony z wojska i został asystentem na Wydziale Rolniczo–Leśnym Politechniki Lwowskiej. 

## Służba w Wojsku Polskim
Od listopada 1918 brał udział w obronie Lwowa i pełnił służbę w dowództwie Brygady Lwowskiej. Od marca do września 1919 był szefem Oddziału Operacyjnego Sztabu Grupy Operacyjnej gen. Władysława Jędrzejewskiego, a od września 1919 do grudnia 1920 szefem Oddziału Operacyjnego Sztabu 6 Armii..
W okresie od stycznia do września 1921 był słuchaczem II kursu Wojennej Szkoły Sztabu Generalnego. 30 czerwca 1921 Naczelnik Państwa i Naczelny Wódz zezwolił mu na zmianę nazwiska rodowego „Ajdukiewicz” na „Brzechwa-Ajdukiewicz”.
Po zakończeniu nauki i uzyskaniu tytułu oficera Sztabu Generalnego skierowany został do Dowództwa Okręgu Korpusu Nr VI we Lwowie i wyznaczony na stanowisko szefa Oddziału III Operacyjnego. W grudniu 1923 został przydzielony do Ekspozytury Oddziału II SG Nr 5 we Lwowie na stanowisko kierownika. Na tym stanowisku 31 marca 1924 roku awansował do stopnia podpułkownika. Z dniem 27 sierpnia 1924 odkomenderowany został do dyspozycji wojewody nowogródzkiego, gen. dyw. Mariana Januszajtisa. Od września 1924 do września 1926 był zastępcą dowódcy 40 pułku piechoty we Lwowie.
Od września 1926 do maja 1927 był szefem wydziału w Biurze Inspekcji Generalnego Inspektoratu Sił Zbrojnych. W maju 1927 objął dowództwo 66 Kaszubskiego pułku piechoty im. Marszałka Józefa Piłsudskiego w Chełmnie. Po niespełna dwóch latach dowodzenia pułkiem awansuje na stopień pułkownika. W czerwcu 1931 mianowany został dowódcą piechoty dywizyjnej 28 Dywizji Piechoty w Warszawie. W marcu 1938 został dowódcą 26 Dywizji Piechoty w Skierniewicach. 
Na czele 26 DP uczestniczył w walkach Armii „Poznań”, a od 6 września Armii „Pomorze”, w tym w bitwie nad Bzurą. Odpowiadał za opracowanie planu obrony na pozycjach wzdłuż jezior żnińskich. 16 września 1939 roku bez akceptacji dowódcy Armii i poinformowania walczących w bezpośrednim sąsiedztwie jednostek wycofał swoją dywizję za Bzurę, co doprowadziło do odsłonięcia wschodniej flanki walczącej 16 Dywizji Piechoty.
Po zakończeniu działań wojennych przebywał w niewoli niemieckiej w oflagu VIIA Murnau, z którego został uwolniony w kwietniu 1945 przez wojska amerykańskie. Skierowany do Włoch, gdzie w czerwcu 1945 przydzielony został do 7 Dywizji Piechoty. Następnie został zastępcą dowódcy Jednostek Wojskowych na Środkowym Wschodzie. W 1947 przeniósł się do Wielkiej Brytanii, gdzie służył w Polskim Korpusie Przysposobienia i Rozmieszczenia. Po demobilizacji zamieszkał w Londynie. 
Zmarł 6 czerwca 1954 i został pochowany na cmentarzu Kensal Green.
Naczelny Wódz, gen. broni Władysław Anders mianował go pośmiertnie generałem brygady ze starszeństwem z dniem 1 stycznia 1964 roku.

## Awanse
- chorąży piechoty – 5 maja 1915
- podporucznik piechoty – 20 sierpnia 1915
- porucznik piechoty – 1 kwietnia 1916 (73 lokata na liście starszeństwa oficerów Legionów Polskich z 12.04.1917)
- kapitan piechoty – 1918
- major piechoty – 1920, zweryfikowany 3 maja 1922 ze starszeństwem z dniem 1 czerwca 1919 w korpusie oficerów piechoty
- podpułkownik – 31 marca 1924 ze starszeństwem z dniem 1 lipca 1923 i 60. lokatą w korpusie oficerów piechoty
- pułkownik – 1 stycznia 1929 ze starszeństwem z dniem 1 stycznia 1929 i 7. lokatą w korpusie oficerów piechoty
- generał brygady – 1 stycznia 1964 (pośmiertnie)

## Ordery i odznaczenia
- Krzyż Srebrny Orderu Wojskowego Virtuti Militari nr 5229 (28 lutego 1922)[14]
- Krzyż Niepodległości (6 czerwca 1931)[15]
- Krzyż Oficerski Orderu Odrodzenia Polski (11 listopada 1936)[16][17]
- Krzyż Walecznych (trzykrotnie)
- Złoty Krzyż Zasługi (10 listopada 1928)[18]
- Medal Pamiątkowy za Wojnę 1918–1921
- Medal Dziesięciolecia Odzyskanej Niepodległości
- Odznaka Pamiątkowa Generalnego Inspektora Sił Zbrojnych (12 maja 1936)
- Odznaka Pamiątkowa Dawnych Harcerzy Małopolskich (1937)[19]